# Kukale
Kukale (Centropodinae) – podrodzina ptaków z rodziny kukułkowatych (Cuculidae).

## Występowanie
Podrodzina obejmuje gatunki występujące w Australii, Oceanii, Azji i Afryce.

## Systematyka
Do podrodziny należą dwa plemiona:
- Couini Bonaparte, 1854
- Centropodini Blyth, 1838